# Морена (співачка)
Маргарета Каміллері Фенек (англ. Margerita Camilleri Fenech, нар. 7 березня 1984, Саннатеі) — мальтійська співачка та музикантка, більше відома під псевдонімом Морена (мальт. Morena). Популярна у себе на батьківщині, її часто називають «Mediterranean Volcano» (укр. — Середземноморським вулканом).

## Життєпис
У школі грала у багатьох виставах. Має сестру Джордгіну Гаучі, яка співає сопрано.
18 років запрошена до гурту Spectrum, де стала лідеркою. Виграла багато мальтійських фестивалів, зокрема Мальтійський фестиваль Kanzunetta Maltija, та була відзначена нагородою Palma Tad-Deheb (Золота нагорода пальми). У 2006 році разом з Пол Джордімаїною виступала на фестивалі Malta Song for Europe (укр. — «Мальта Пісня для Європи») з піснею «Time». Вона посіла 9-е місце, набравши 3046 голосів телеглядачів.
У 2008 одружилася з Марвіном Фенехом.

## На Євробаченні
Через два роки Морена знову брала участь у цьому конкурсі з двома композиціями — «Casanova» та «Vodka». Обидві пісні пройшли до фіналу відбіркового конкурсу, а композиція «Vodka» (написана Джерардом Джеймсом Боргом та Філіпом Веллою) фінішувала першою, заробивши 16979 голосів (33 % від усіх отриманих голосів разом узятих). З цією піснею Морена отримала право представити Мальту на конкурсі пісні Євробачення 2008.
Співачка не пройшла до фіналу, фінішувавши у другому півфіналі чотирнадцятою (38 балів). Найбільше балів представниця Мальти отримала від Албанії (8).